# Rudolf Borski
Rudolf Borski (2. července 1927 Bystřice nad Olší – 19. ledna 2015) byl český kazatel Jednoty bratrské.

## Život
Ve svém mládí navštěvoval sbor v Hrádku, kde jej duchovně vedl tamní farář Karel Kaleta. To ho oslovilo do té míry, že ukončil své dosavadní zaměstnání v Třineckých železárnách a roku 1948 nastoupil na biblickou školu v Kutné Hoře. Během studií se seznámil s mládeží Jednoty bratrské a jejím prostřednictvím se sbory z oblasti Turnovska a Semilska.
Dne 1. září 1950 získal pověření ke kazatelské službě. Následně nastoupil do sboru Loučky–Koberovy. V témže roce se navíc oženil s Blaženou Stránskou a do manželství se posléze narodily tři děti, a sice Alena, Stáňa a Rudolf.
Působení v Loučkách 31. března 1963 ukončil a od 1. dubna 1963 do 31. března 1999 byl kazatelem tanvaldského sboru Jednoty bratrské. Počínaje prvním dnem roku 2000 do konce roku 2005 farářsky vedl tentýž sbor v rámci Ochranovského seniorátu Českobratrské církve evangelické, ale již pouze na poloviční úvazek. Během tanvaldského působení se roku 1969 stal presbyterem Unitas fratrum a mezi roky 1977 a 1992 byl členem Úzké rady Jednoty bratrské, jíž v období kolem sametové revoluce, od roku 1989 do 1992, dokonce předsedal. Českou provincii své církve rovněž zastupoval na světových synodech konaných roku 1967 v československém Potštejně a roku 1988 na karibském ostrově Antigua.
Od 1. ledna 2006 odešel do penze. I přesto v případě nutnosti sepsal kázání, které pak následně jeho dcera přečetla.